# Zec Maganasipi
Pour les articles homonymes, voir Maganasipi.
La zec Maganasipi est une zone d'exploitation contrôlée (zec), située dans le territoire non organisé Rivière-Kipawa, dans la municipalité régionale de comté (MRC) Témiscamingue, dans la région administrative de l'Abitibi-Témiscamingue, au Québec, au Canada. Annuellement, les activités de plein air sur la zec sont intenses de mai à octobre, avec le camping, les randonnées en VTT, la chasse, la pêche et la marche dans les sentiers de forêt. La mission de la zec vise notamment la protection de la flore et de la faune.

## Géographie
Située dans le Témiscamingue, la zec Maganasipi est bordée au sud par le lac Holden, formé par un élargissement de la rivière des Outaouais, qui est la frontière entre le Québec et l'Ontario. D'une superficie de 1 012 kilomètres carrés, la zec comporte un grand nombre de plans d'eau dont les principales sont les lacs Allouez et McCraken.
La limite nord de la zec est le lac Maganasipi est situé à l'extérieur de la zec.  L'ensemble de la zec est drainées par les rivières Maganasipi (longue de 30 km), Maganasipi Est et Maganasipi Ouest. Ces deux dernières rivières constituent des affluents de la première qui sert de décharge au lac du même nom vers la rivière des Outaouais.
Le poste d'accueil de la zec est situé au lac Garcin.

## Chasse et pêche
Le territoire de la zec abonde en poisson (omble de fontaine, touladi, grand brochet) et en gibier (orignal, ours noir et diverses petites espèces).
Les principaux lacs de la zec qui sont contingentés pour la pêche sportives sont: Boivie, Forgie, La Vernède, McArthur, Percival et Slide.

## Toponymie
L'appellation de la zec est directement associée à celle de ses principales entités hydrographiques: lac, rivières, chemins, étang. Selon le père Lemoine, ce toponyme est un dérivé de Maingan Sipi qui, en algonquin, signifie rivière aux loups. Ce toponyme figure sur des cartes à partir de 1906, parfois sous la forme Maganasibi ou Maganasippi. L'officialisation de Rivière Maganasipi date de 1916. Une récente enquête toponymique a révélé l'existence d'un autre toponyme algonquin, Nimakin Sipi, qui se traduit par deux rivières sortant du lac.
Jadis, le lac Maganasipi était désigné Kaocawackwakamik Sakaikan, qui se traduit par lac vert et aussi Green Lake par le club de chasse et de pêche Caughnawana. Un lieu, aujourd'hui disparu, connu sous le nom de Maganasipi s'est développé au début du XXe siècle, sous la poussée des entrepreneurs forestiers; il a été desservi par un bureau de poste de 1923 à 1945.
Le toponyme Zec Maganasipi a été officialisé le 5 août 1982 à la Banque des noms de lieux de la Commission de toponymie du Québec.